# Prime biblioteche romane
Le prime biblioteche romane scaturirono dal forte desiderio dei romani di coltivare la cultura greca, e ciò accadeva già nel III secolo a.C. Per la metà del II secolo a.C. la grecità veniva promossa e diffusa da un circolo di nobili romani guidati da Scipione l'Emiliano. Scipione era pervaso dallo spirito greco: si racconta che, durante la terza e ultima guerra punica tra Roma e Cartagine, nel 146 a.C., nella quale comandava le forze romane che abbatterono le ultime difese della città africana e la misero in fiamme, mentre guardava i fuochi che ardevano, espresse il suo stato d'animo in questo momento storico citando un appropriato versetto dell'Iliade di Omero. Suo padre, Emilio Paolo, aveva distrutto per sempre l'impero macedone ventidue anni prima con la vittoria della Battaglia di Pidna; non prese bottino per sé, ma lasciò che Scipione e l'altro suo figlio, entrambi "appassionati di conoscenza" - che all'epoca voleva dire "conoscenza greca" - si portassero via con loro la biblioteca reale.
Poiché parlare greco e aver conoscenza della letteratura greca erano diventati gli ingredienti comuni della vita culturale della classe superiore romana, molte famiglie avevano raccolto un certo numero di libri che formavano una cosiddetta "biblioteca", di modeste dimensioni s'intende, ma con gli autori canonici in voga. L'unica vera collezione libraria che si sappia sia esistita con certezza è quella della precedente biblioteca macedone che Scipione e suo fratello acquisirono tramite loro padre. Tale raccolta era indubbiamente vasta e variata, dato che probabilmente fu iniziata verso la fine del V secolo a.C. da Re Archelao I di Macedonia, che era così amante della cultura greca da attirare Euripide e altri famosi letterati ateniesi presso la sua corte macedone. La biblioteca inoltre era stata quasi certamente arricchita da Antigono II Gonata, il cui lungo regno (277-239 a.C.) fu rinomato per il suo patronato delle arti. Scipione fu quindi in grado di offrire accesso a quegli scrittori latini che godevano della sua amicizia, a scritti greci speciali e fuori dall'ordinaria disponibilità pubblica. Si prenda come esempio Ennio, che i romani consideravano il padre della letteratura latina. Tra le molte opere che produsse, si annovera una traduzione in latino della singolare storia utopico-filosofica di Evemero, che narra di un viaggio immaginario verso un'isola sconosciuta dell'Oceano Indiano. Ennio deve aver ricevuto il testo greco di questo inusitato scritto da Scipione, poiché Evemero aveva passato più di un decennio presso la corte macedone e certamente aveva fatto in modo che la biblioteca reale contenesse alcune copie delle sue opere.

## Prime collezioni

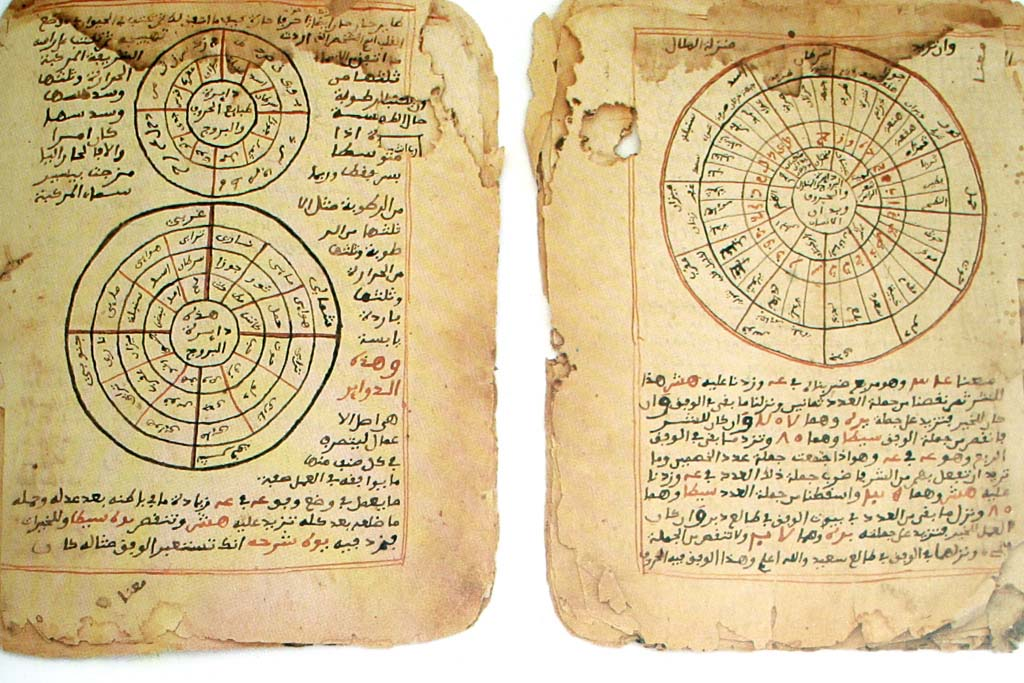
Manoscritti di astronomia e matematica.

Si può dedurre che esistessero altre collezioni, non grandi come quella di Scipione, ma che possedessero una certa varietà e profondità di argomenti i certe discipline. Sulpicio Gallo, un personaggio che Cicerone reputava essere "uno dei nobili romani più devoti allo studio delle lettere greche", era un esperto di astronomia. Appena prima della Battaglia di Pidna, Emilio Paolo lo chiamò affinché apostrofasse le truppe e spiegasse loro scientificamente l'eclisse lunare che stava per sopraggiungere, in modo che i soldati romani non si spaventassero e pensassero che fosse un misterioso e nefasto auspicio; Gallo poi scrisse un trattato sull'eclissi. Doveva certo avere una biblioteca ben fornita che, oltre a raccogliere un buon numero di comuni autori greci così da meritarsi le lodi di Cicerone, includesse anche una gamma completa di opere greche sull'astronomia che gli permettessero quindi di coltivare questa sua specializzazione. Gallo potrebbe aver ricevuto da Scipione il testo di un rinomato poema didattico sulle costellazioni scritto dall'erudito poeta Arato, perché Arato lo scrisse su suggerimento di Antigono Gonata e ci doveva sicuramente essere una copia nella biblioteca macedone; tuttavia quest'opera doveva esser troppo semplice per un serio studioso della disciplina come Gallo. Ciò di cui abbisognava si poteva trovare solo nella Biblioteca di Alessandria, e forse Gallo ordinò che gli venissero fatte delle copie e mandate a Roma.

### Libri di storia

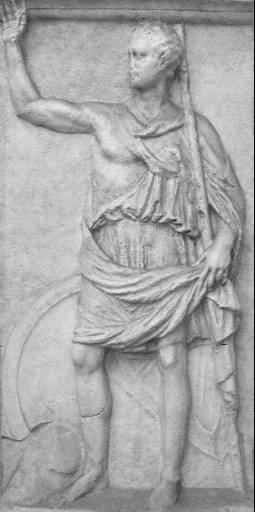
Polibio

Un'altra area specializzata presente a Roma era la storia. Ciò è chiaro da certe dichiarazioni fatte da Polibio, che era un leader militare e politico greco trasportato a Roma come ostaggio dopo Pidna, e che divenne amico intimo di Scipione, visse a Roma e scrisse una lunga storia dei romani. Questa opera si concentrava sul cinquantennio dallo scoppio della seconda guerra punica (218-202 a.C.) nella quale Annibale ne uscì quasi vincitore, fino alla distruzione dell'impero macedone portata a termine da Emilio Paolo nel 168. Polibio scriveva in greco, dato che era suo scopo spiegare al mondo greco cosa aveva permesso a Roma di salire così rapidamente all'apice del potere, potere veramente immenso. Varie sue note riflettono che abbia potuto consultare le opere di vari scrittori precedenti. Pare ovvio che abbia conosciuto la storia monumentale della Sicilia scritta da Timeo perché, come ci dice, Polibio continua nel suo libro introduttivo "da dove Timeo ha lasciato". Sappiamo che ne consultò altri, giudicando dai giudizi che emette su di loro: censura Teopompo, autore di una massiccia storia dei tempi di Filippo II padre di Alessandro Magno, per le sue bugie, acrimonie e pettegolezzi. Considera Filarco, che aveva trattato della storia greca del terzo secolo a.C., come scrittore sensazionalista piuttosto che veramente storico. Filino, che aveva registrato la prima guerra punica, lo considera troppo filocartaginese. Le opere di Caritone e Sosilo, che si occuparono della seconda guerra punica dato che facevano entrambi parte delle file annibaliane, non erano altro che "chiacchieroni pettegoli". Ma apprezza altamente le memorie di Arato di Sicione, il più noto leader politico e militare del Peloponneso durante la seconda metà del III secolo a.C.
Polibio deve aver raccolto una collezione di storie che spaziava dalle opere note, come quella di Timeo di Tauromenio, a quelle relativamente oscure, come quelle di Caritone e Sosilo. Come le ottenne, nessuno lo sa. Alcune potrebbero esser state tra i possessi di Scipione e altre provenienti da nobili con cui era amico, di cui fece anche copie. Ciò che non riusciva a trovare a Roma, lo avrebbe cercato altrove, dato che viaggiava molto e quindi poteva aver occasione di fare acquisti in merito. Un soggiorno ad Atene, per esempio, avrebbe potuto fargli recuperare una copia della storia di Timeo, dato che costui aveva scritto là e Atene, tra l'altro, era il posto dove i librai fecero la loro prima comparsa. Abbiamo quindi tutte le necessarie indicazioni per affermare che, a metà II secolo a.C., esistevano abbondanti risorse librarie a Roma: potevano esser private, potevano essere sparse, potevano esser permesse ad una stretta cerchia di persone - ma esistevano.

### Guerre e bottini

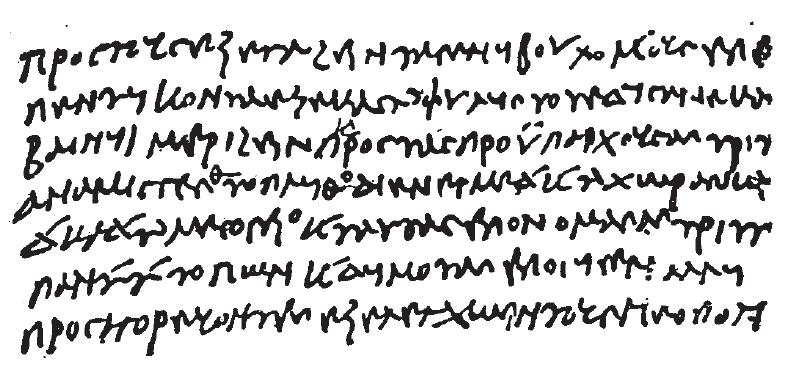
Costituzione di Atene di Aristotele, papiro greco del 100 c.

Nella prima parte del secolo successivo, le risorse bibliotecarie di Roma si arricchirono ulteriormente, tramite le guerre intraprese in Grecia e Asia Minore. Le guerre portavano bottino, e l'opportunità di trafugare bottino offriva in certi posti un modo veloce per farsi una biblioteca. Aveva infatti permesso a Emilio Paolo di portarsi a Roma la prima biblioteca conosciuta e registrata nella storia. Permise successivamente a Silla, la figura politica dominante del secondo decennio del secolo, e a Lucullo, la figura militare dominante del terzo decennio, di aggiungerne altre due.
Il bottino di Silla includeva un grande valore - nientemeno che l'eccellente collezione di Aristotele. Questa, tra i capricci di eredità varie, era capitata tra le mani di un'ignota famiglia che viveva nell'impero di Pergamo e che l'aveva riposta sottoterra per salvarla dalle razzie degli agenti reali. Fu infine venduta ad un bibliofilo, Apelliconte di Teos, che la portò ad Atene. Nell'86 a.C. Silla prese Atene e, quando Apelliconte morì poco dopo, si impossessò dei suoi libri e se li portò a Roma. Fu un evento letterario: i libri includevano opere di Aristotele e del suo successore, Teofrasto, mai disponibili altrove. Naturalmente dovevano venire restaurati, dato che l'umidità ed i vermi avevano causato un considerevole danno. Apelliconte li aveva fatti spesso ricopiare, restaurando il testo dove era stato eroso, ma lui era un amante di libri e non uno studioso, e la restaurazione, fatta senza debito controllo, aveva prodotto copie piene di errori. Dopo la morte di Silla, la collezione passò a suo figlio Fausto, che non se ne interessò molto, lasciandola alle cure del bibliotecario responsabile. Tirannione di Amisos, un saggio grammatico greco che viveva in Italia ed era abile nella manutenzione e organizzazione dei libri, riuscì ad entrare nelle buone grazie di Fausto (e del bibliotecario) e gli fu permesso di revisionare e riparare i contenuti della biblioteca sillana, rendendo i libri nuovamente usabili e leggibili.
La biblioteca di Lucullo derivava da bottino raccolto durante le sue vittoriose campagne militari in Asia Minore settentrionale. Deprivato del comando nel 66 a.C., si ritirò a vita privata e, assistito dall'immensa ricchezza che aveva accumulato come generale vittorioso di tante battaglie, si dedicò a stravaganze ed eccentricità varie. Mantenne una sontuosa villa a Roma e altre nella provincia, installando biblioteche in ognuna, ricolme di libri che aveva riportato dalle guerre. Le biblioteche apparentemente erano strutturate nella forma nota dalle rovine di Pergamo: un insieme di stanze per le raccolte, colonnati dove i lettori potevano stare, e sale dove si potevano riunire e parlare. Generosamente, Lucullo rese disponibili le sue collezioni non solo agli amici e parenti, ma anche a letterati greci che vivevano a Roma. Plutarco scrive:
(Plutarco, Luc. 42.1.)
I greci correvano da Lucullo perché i suoi libri, provenendo dagli stati greci dell'Asia Minore, erano scritti nella loro lingua. Anche la biblioteca di Silla conteneva tali volumi in greco. Sicuramente, man mano che il tempo passava, anche libri in latino venivano aggiunti, ma pochi in confronto a quelli greci. Gli scrittori latini avevano cominciato tardi, appena due secoli prima, e la loro produzione era solo una frazione di quello che era disponibile in greco.

## Uomini di cultura

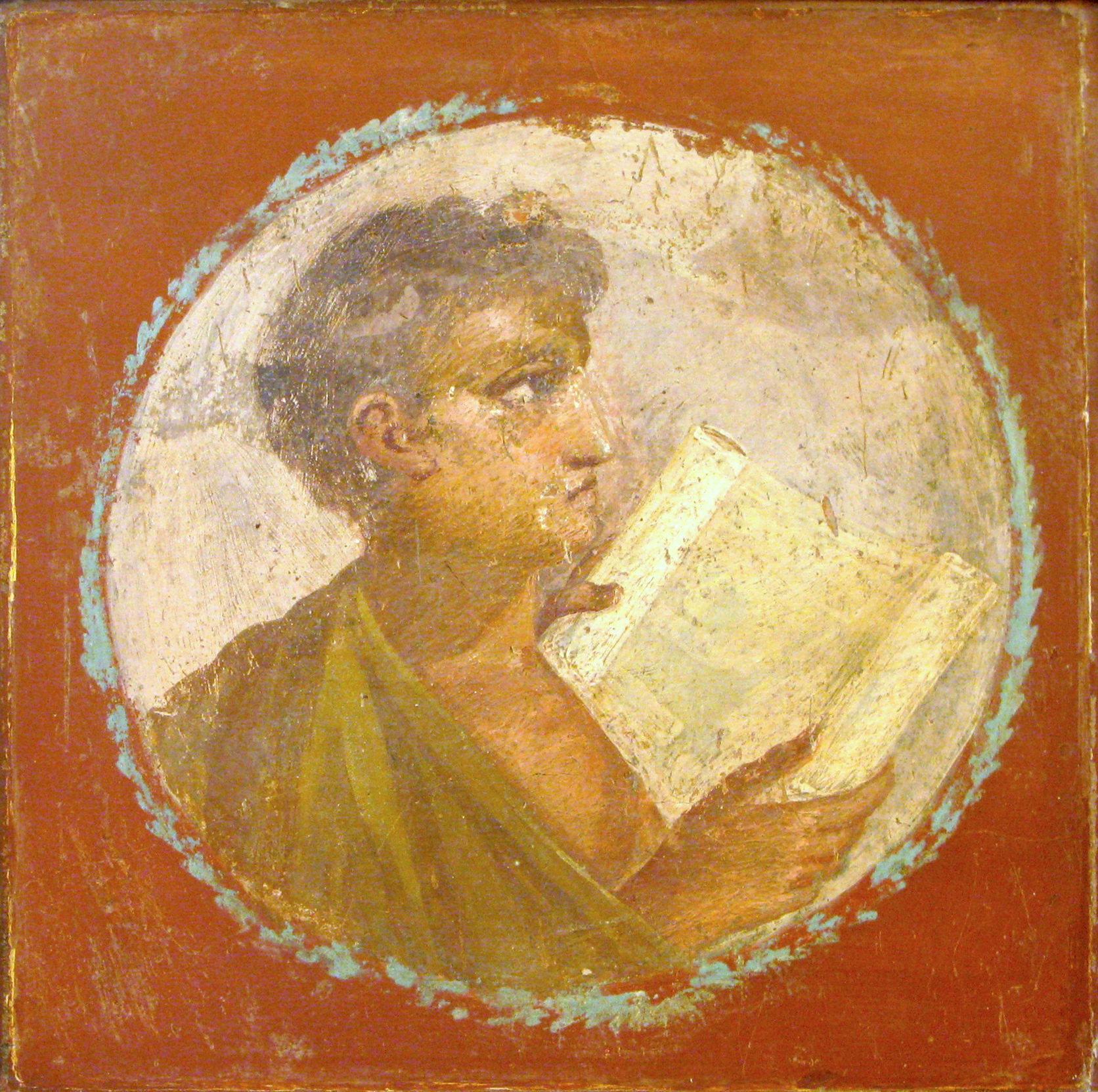
Busto maschile con rotolo, Ercolano (79 d.C.)

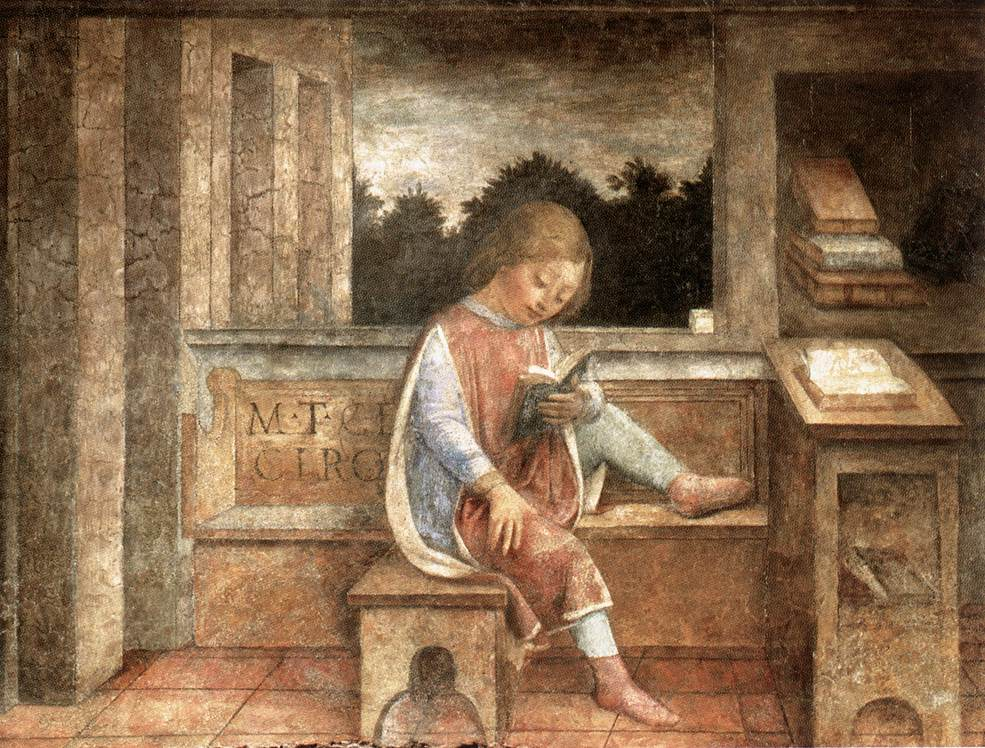
Giovane Cicerone che legge, (1464 circa)

In questo stesso periodo, Roma possedeva rinomate biblioteche che non erano state formate con bottini di guerra, ma erano state messe assieme da personaggi dedicati alla letteratura e al sapere. Tali collezioni inclusero sin dall'inizio opere latine, sebbene inevitabilmente la maggioranza fosse greca. Una di queste era la bella biblioteca di Cicerone, e più preziosa ancora era quella del suo caro amico Attico, persona di grande ricchezza ed erudizione, che parlava il greco quasi come lingua madre. Un loro contemporaneo, Varrone, a giudicare dalla quantità e varietà dei suoi scritti, probabilmente aveva una biblioteca che le superava entrambe. Varrone era il rivale dell'alessandrino Didimo Calcentero, infaticabile compilatore e filologo - ma Varrone era anche lui instancabile, producendo senza sosta file di libri e monografie su tutti gli argomenti - agricoltura, lingua latina, storia di Roma, religione, filosofia, geografia, tecnologia. Le sue opere sono quasi tutte scomparse, ma ci facciamo un'idea della laboriosa ricerca che richiedevano leggendo un brano dei pochi che ci sono rimasti, proveniente dal suo libro sull'agricoltura. Discutendo chi avesse scritto in materia, Varrone elenca non meno di cinquanta autorità greche, che si presume avesse consultato. Tale meticolosa ricerca necessitava di una biblioteca eccezionalmente rifornita.

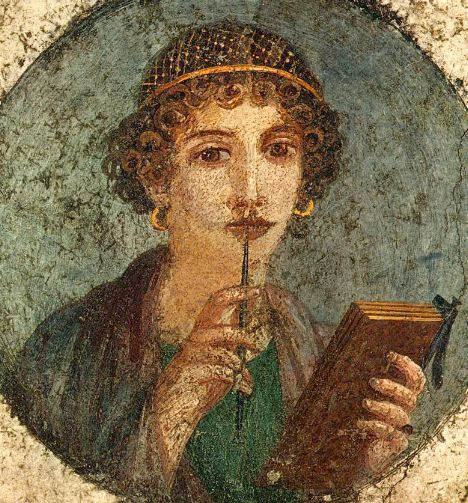
Tondo con Donna con tavolette cerate e stilo (cosiddetta "Saffo")

Cicerone ci fornisce la rara possibilità di capire come i romani gestissero le loro biblioteche, che possedevano in notevole numero, tenendole sia in città che nelle proprie ville di campagna: questi erano naturalmente uomini di grandi ricchezze e le loro collezioni lo rispecchiavano. Tale possibilità ci è dunque concessa dalle svariate lettere che sopravvivono tra le sue opere, centinaia di lettere che gli venivano inviate da parenti, colleghi, dipendenti, amici, soprattutto da Attico. Non erano epistole raffinate e scritte pensando ad una possibile pubblicazione, bensì messaggi a volte informali, spesso casuali. Cicerone salta a volte da un argomento all'altro, senza riguardo, e i temi variano da materie di importanza nazionale alla salute di un bambino. Spesso ci sono riferimenti a libri e biblioteche, e questi rivelano un fatto rimarchevole: le collezioni possedute da Cicerone e da Attico erano così grandi e complicate che necessitavano l'organizzazione di un esperto e la manutenzione di impiegati professionisti. Nel mondo romano, come in quello greco, il lavoro impiegatizio veniva svolto da schiavi: Cicerone e Attico usavano schiavi greci altamente qualificati come personale bibliotecario. La maggioranza di loro era particolarmente abile nella copiatura, dato che ciò rappresentava gran parte del lavoro. Gli uomini di Cicerone, per esempio, producevano copie delle sue opere che egli poi distribuiva ad amici e colleghi - e Cicerone era un autore prolifico e aveva molti amici. Inoltre si prendevano cura degli ordinari compiti quotidiani: reinserire i rotoli sulle mensole, riparare i rotoli danneggiati, aggiornare il catalogo dei libri, e così via.
L'organizzazione iniziale di una biblioteca grande come quella di Cicerone andava al di là della competenza dei normali lavoratori: c'era bisogno dei servizi di uno specialista. Quando Cicerone stava montando una biblioteca ad Antium (le odierne Anzio e Nettuno) ed il lavoro era quasi completato, insistette perché Attico lo andasse a trovare, dato che...
(Cicerone, Epistulae ad Atticum, IV.4a.1)
Cicerone era riuscito ad ottenere i servizi di Tirannione, l'esperto che aveva messo in ordine la biblioteca di Silla. Non sappiamo quali sistemazioni costui introdusse, ma sicuramente seguì l'ordine delle note biblioteche di Alessandria d'Egitto e di altri centri greci.
Una volta che i libri erano sulle mensole, ci si doveva render sicuri che ci rimanessero: Cicerone non mancò di soffrire l'afflizione dei proprietari di biblioteche, il furto. Nell'autunno del 46 a.C. scrive a Publio Sulpizio, comandante delle forze armate in Illiria (l'attuale parte occidentale della penisola balcanica):
(Cicerone, Ad Familiares 13.77.3.)
Purtroppo la cosa non finì bene, dato che un anno dopo (luglio del 45) si seppe che lo schiavo si era nascosto permanentemente presso una tribù dei Vardei vicino a Narona e Cicerone non recuperò mai più i suoi volumi.

## Acquisizioni e librerie

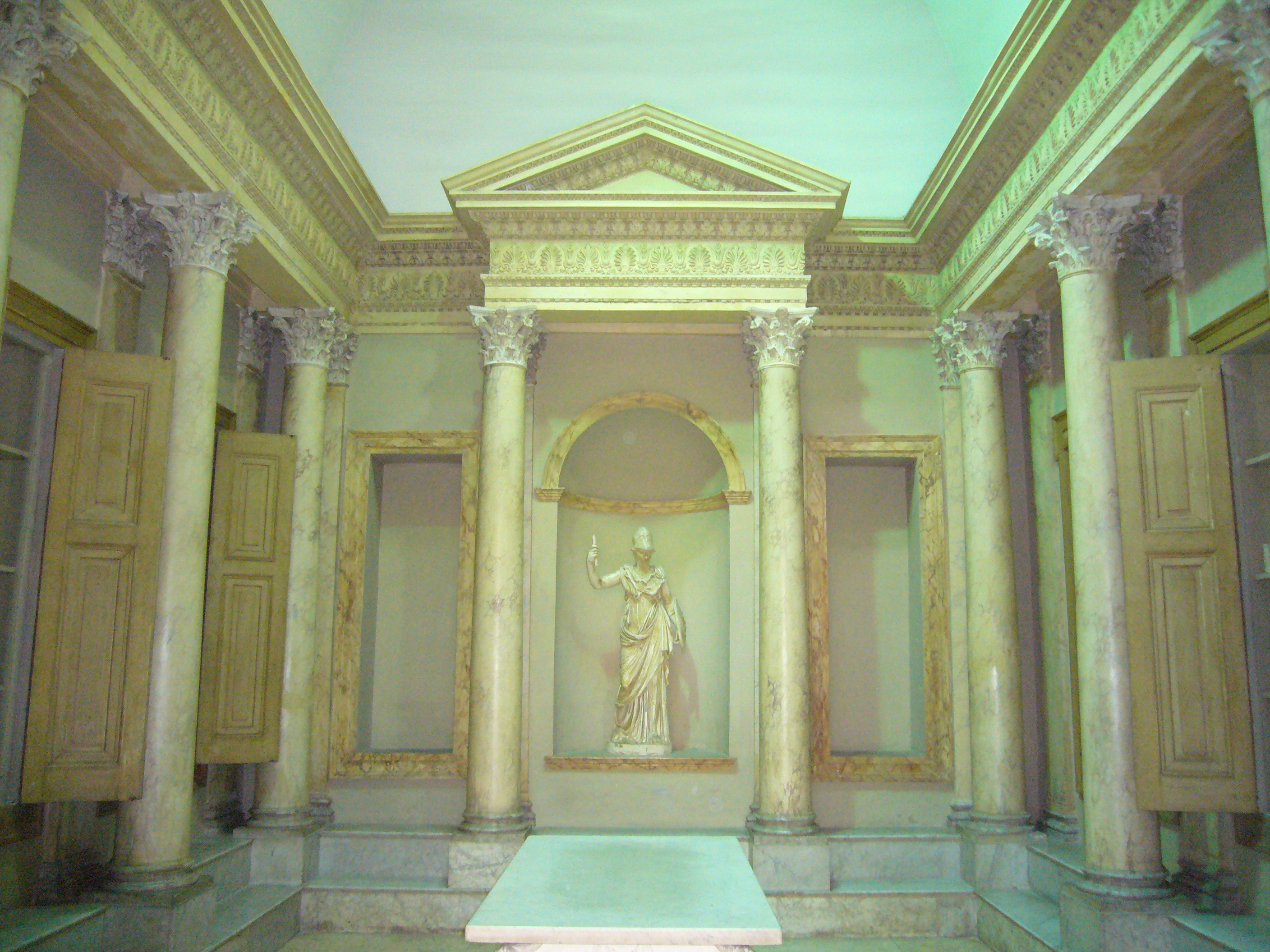
Ricostruzione di una biblioteca romana,
Museo della civiltà romana

In quest'epoca di biblioteche private, quasi tutte le acquisizioni, come quelle fatte da Cicerone, avvenivano tramite una combinazione di amicizie e l'operato di copisti. La gente acquistava libri che erano stati scritti in epoche anteriori, prendendoli in prestito da amici che li possedevano o facendone fare delle copie. Altri li ottenevano come donazioni, regali o copie di presentazione da parte degli autori. Coloro che volevano copie ma non conoscevano l'autore e quindi non erano sulla lista dei donativi, potevano prenderli in prestito da amici che invece lo erano e quindi copiarli. Una volta che l'autore aveva distribuito le sue copie dono o quelle di presentazione, il suo libro era per così dire, nel dominio pubblico e chiunque poteva farne una copia.
In una lettera ad Attico, Cicerone si lamenta di una copia del suo De Finibus fatta da Cerellia, una donna che era sua amica o parente e ben nota ad Attico. Se ne crucciava perché Cerellia aveva fatto la copia da un'altra copia che aveva in qualche modo ottenuto dal bibliotecario di Attico, prima che Cicerone fosse pronto a farla circolare ufficialmente. Cerellia era "ovviamente incendiata dall'entusiasmo per la filosofia", afferma Cicerone con un certo sarcasmo maschilista. Se non proprio "incendiata da entusiasmo", Cerellia era certamente molto interessata alla filosofia e sembra avesse una collezione di opere sulla materia, alla quale era decisa di aggiungerci l'ultima uscita di Cicerone. Cerellia era forse un'eccezione come donna che possedesse una biblioteca, ma certamente non come donna che fosse in grado di apprezzarne una. Infatti in quest'epoca, nelle famiglie romane della classe superiore non era insolito trovare donne altamente istruite. Tullia, figlia di Cicerone, è descritta da suo padre come doctissima. La figlia di Attico aveva come tutore un eminente insegnante. Alla figlia di Pompeo era stato insegnato il greco da bambina e una delle sue mogli non solo era "esperta di letteratura, della lira e della geometria", ma condivideva la passione di Cerellia per la filosofia.: "era solita ascoltare le discussioni filosofiche". Le cinquanta autorità greche che Varrone cita nella sua introduzione dell'opera sull'agricoltura, sono elencate come lettura consigliata alla moglie.
Era comunque possibile acquistare libri, poiché a Roma erano cominciati ad apparire librai. Cicerone in uno dei suoi discorsi descrive un incidente che accadde sulla scalinata di una taberna libraria, letteralmente una "libreria", vicino al Foro. Attico deve aver ottenuto la copia di Serapione che comprò per Cicerone da una delle librerie di Roma. Ma erano l'ultima risorsa. Infatti, una copia prodotta da un proprio copista, fatta da un libro preso in prestito, poteva esser controllata per accuratezza e fedeltà al testo, ma non si poteva far lo stesso con una copia acquistata da un libraio: l'acquirente doveva fidarsi della fedeltà dei contenuti a "scatola chiusa", e ciò era rischioso. Quando il fratello di Cicerone gli scrisse chiedendogli consigli sull'acquisto di libri in latino, la sua risposta fu: "Per i libri in latino non so dove andare; le copie sono fatte e vendute strapiene di errori." Tirannione, come già citato, ebbe accesso alla biblioteca di Silla ingraziandosi padrone e bibliotecario; stessa cosa fecero certi librai con l'intenzione di far copie e venderle - ma tali copie risultarono alquanto difettose, dato che impiegavano di solito "scribi incompetenti e che non ricontrollavano i testi". Quando la gente comprava libri, facevano bene a portarsi appresso un esperto che esaminasse la merce; Cicerone cercò persino di portar con sé Tirannione, l'esperto degli esperti, per assistere il fratello a scegliere i libri.
Basilarmente, una libreria era uno scriptorium, un negozio che fungeva da copisteria. Il librario probabilmente teneva a portata di mano una copia di qualche opera standard, tipo Omero, Euripide, o Platone, che poteva velocemente esser mostrata al potenziale acquirente. Forse tenevano anche una piccola quantità di copie di ciascun autore, da vendersi direttamente dal banco. A questo si riferiva con probabilità Cicerone quando scrive a suo fratello che "i libri che uno vorrebbe avere non sono quelli che sono in vendita". Alcuni librai avevano a disposizione una copia di certe opere per le quali esisteva una limitata ma continua richiesta e che offrivano appena si presentava un cliente; i librai che andavano alla ricerca delle opere provenienti dalla biblioteca di Silla avevano certamente questo in mente.
Il miglior posto per comprare libri era all'estero: ad Atene o Rodi o Alessandria, o qualsiasi altro centro greco che i librai da tempo frequentavano. Una delle prime collezioni di Cicerone proveniva dalla Grecia: Attico viveva ad Atene a quell'epoca, e gliela raccolse apposta, anticipandone i soldi di tasca propria. Deve esser stata una collezione di una certa importanza e quantità, dato che costò più di quanto Cicerone avesse disponibile e chiese quindi ad Attico di attendere un po' per il rimborso, assicurandolo che stava risparmiando fino all'ultimo denario - con sue parole, ego omnes meas vendemiolas eo reservo, "sto risparmiando tutte le mie spigolature per questo."
Poco prima del suo assassinio nel 44 a.C., Giulio Cesare prese la decisione di "costruire una biblioteca di libri greci ad uso pubblico ed una di libri latini, entrambe molto grandi, ed il compito di costruirle ed organizzarle fu assegnato a Marco Varrone" - una scelta logica, dato che Varrone aveva scritto l'opera "Sulle biblioteche". Poi arrivarono le Idi di marzo, che fecero svanire tutti i grandiosi progetti di Cesare.
Alcuni anni dopo però, Asinio Pollione - statista, comandante, poeta e storico - realizzò quello che Cesare aveva desiderato: una biblioteca greca e romana ad uso pubblico. Ciò segna l'inizio di una nuova era nella storia delle biblioteche romane.